# Schlegelia cauliflora
Schlegelia cauliflora är en tvåhjärtbladig växtart som beskrevs av Alwyn Howard Gentry. Schlegelia cauliflora ingår i släktet Schlegelia och familjen Schlegeliaceae. Inga underarter finns listade i Catalogue of Life.